# Gonomyia ramifera
Gonomyia ramifera är en tvåvingeart som beskrevs av Alexander 1934. Gonomyia ramifera ingår i släktet Gonomyia och familjen småharkrankar. Inga underarter finns listade i Catalogue of Life.